# Mark Sibley
Donald Mark Sibley (13 novembre 1950) è un ex cestista statunitense, professionista nella NBA.

## Carriera
Venne selezionato dai Chicago Bulls al quarto giro del Draft NBA 1973 (64ª scelta assoluta).